# Église Saint-Martin de Souillac
L'église Saint-Martin de Souillac est une ancienne église catholique située à Souillac, en France.

## Localisation
L'église est située dans le département français du Lot, sur la commune de Souillac.

## Historique
Le bâtiment est désacralisé en 1827, il connaîtra plusieurs fonctions, dont celle d'hôtel de ville ou de caserne, avant de devenir une salle d'exposition de nos jours. Son ancien clocher-porche est aujourd'hui un beffroi, visible à une grande distance.
L'édifice est classé au titre des monuments historiques en 1925.
Un tableau de la Vierge à l'Enfant est référencé dans la base Palissy.

## Galerie

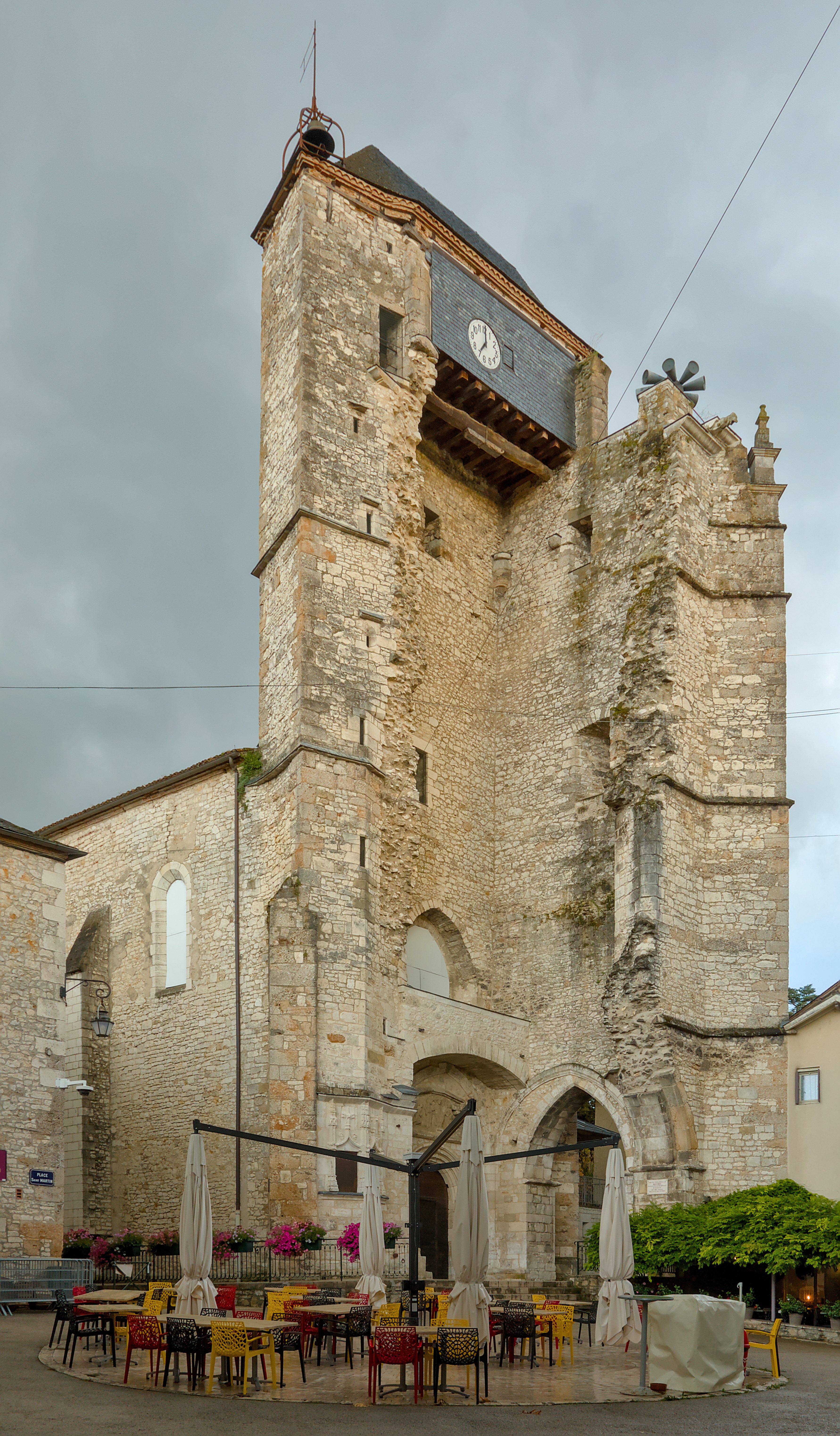
Le beffroi, ancien clocher-porche.
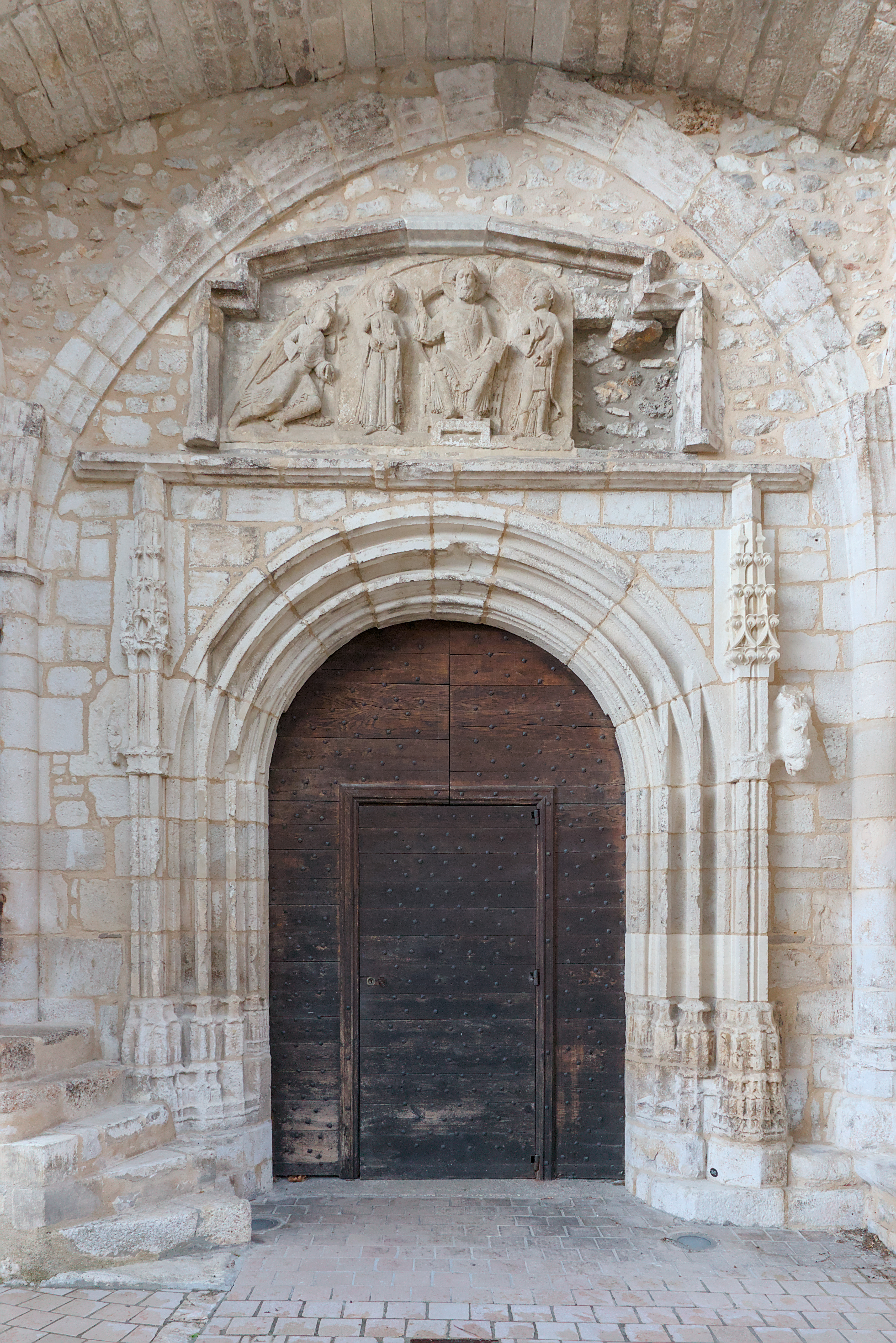
Le portail du beffroi.
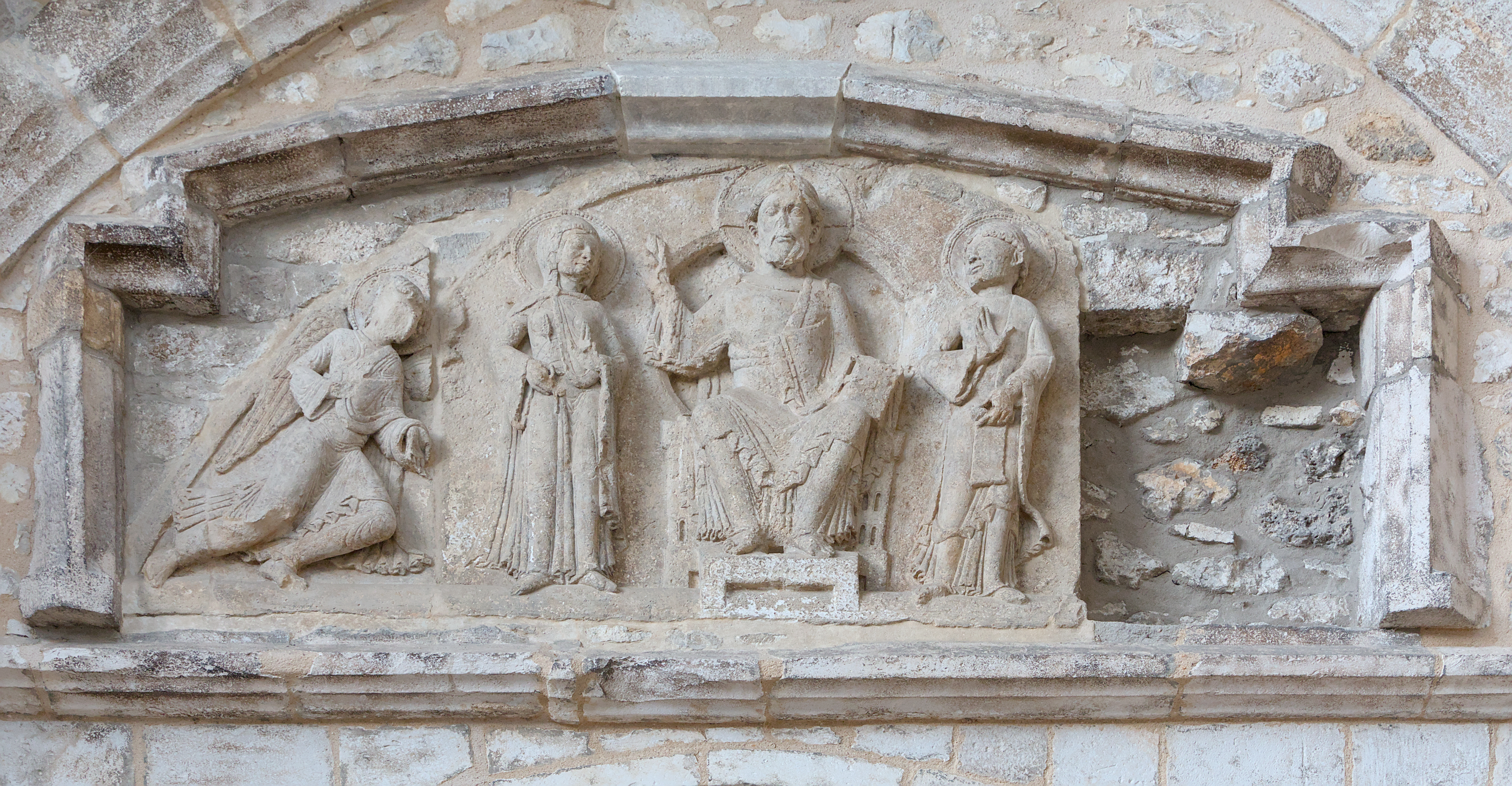
Sculpture au tympan du portail : le Christ en majesté entre la Vierge et un moine, entouré de deux anges dont un seul a été conservé.